# Bernard F. Eilers

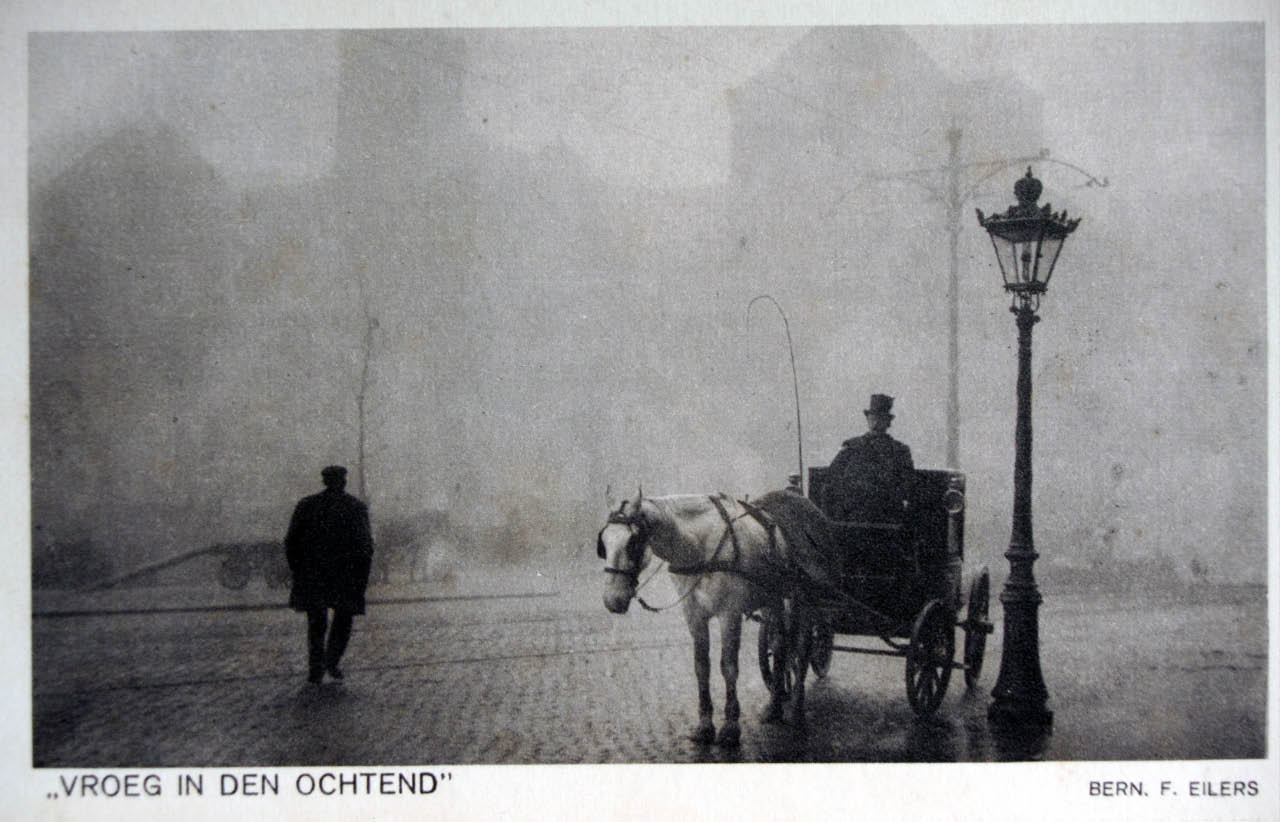
Brzy ráno

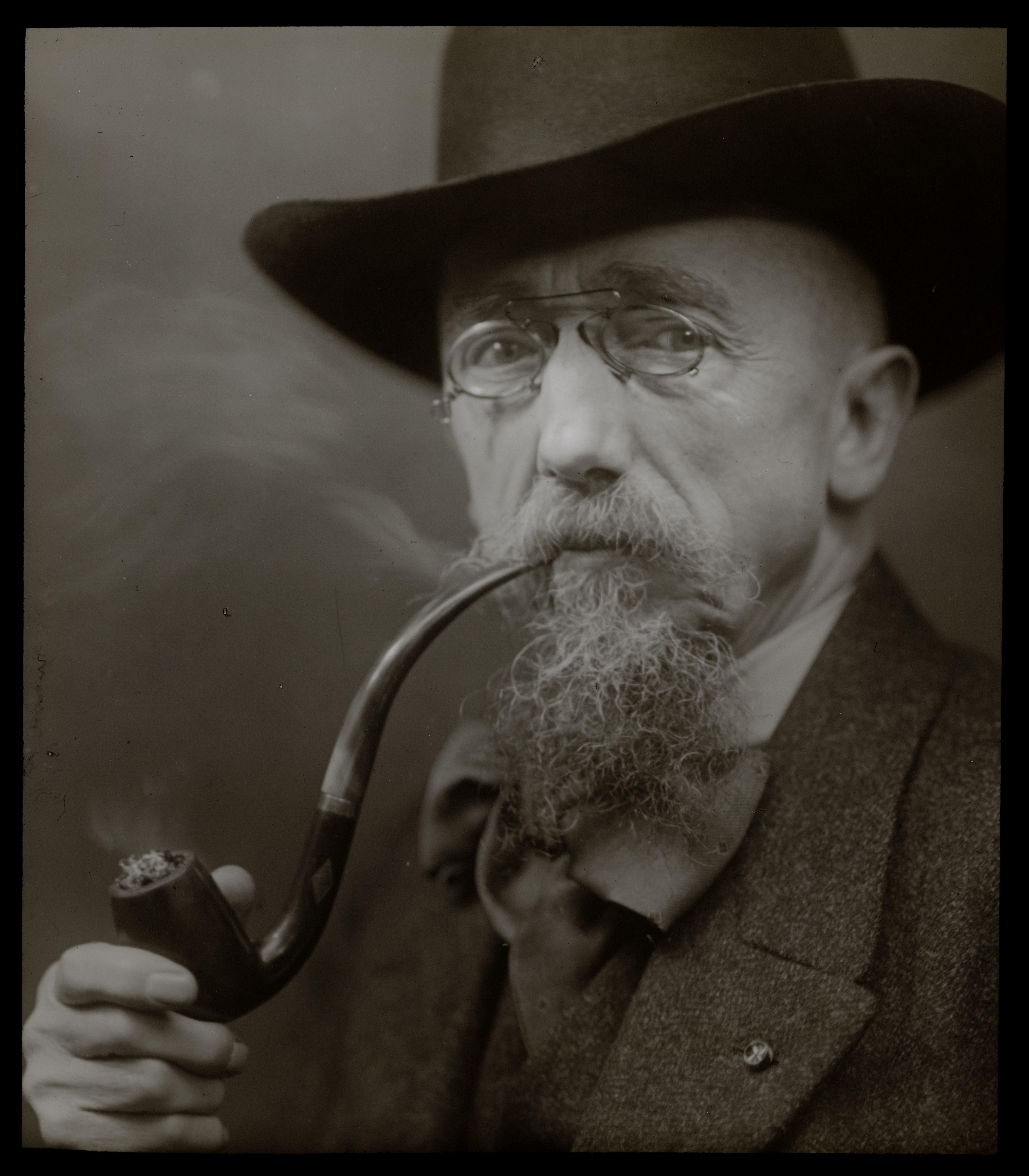
Johan Braakensiek (1858-1940)

Bernardus Fredericus Aloysius (Bernard) Eilers (Amsterdam, 24. dubna 1878 – 26. dubna 1951, tamtéž) byl nizozemský fotograf a litograf. Byl také průkopníkem ve vývoji barevné fotografie.

## Životopis
Po skromné školní docházce pracoval Eilers jako malířův asistent. Ve třinácti letech byl přijat jako nejmladší student amsterdamského litografického zařízení Van Leer & Co. Jeho výjimečný talent byl tak výrazný, že mu bylo svěřeno provedení anglické litografie v devíti barvách. Večer navštěvoval s kamarádem školu kreslení a o volných nedělích se přátelé vydávali pěšky do oblasti Vechtu, aby kreslili v plenéru. V sedmnácti letech byl uznávaným litografem a jeho zaměstnavatel ho požádal, aby se stal také odborníkem na fotochemii, kterou plánoval zapojit jako součást společnosti.

## Fotografie
Za jeden rok zvládl fotografii jako profesi: techniku fotolitografie, metody reprodukce, atd. Pracoval pro různé společnosti v Nizozemsku a poté krátce v Německu. V roce 1906 otevřel v Amsterdamu vlastní chemickou společnost, která se stala známou pro první reprodukce v tříbarevném tisku, které byly vyrobeny v Nizozemsku. V té době stál před výběrem rozšíření společnosti nebo zaměření na svou uměleckou činnost jako fotograf. A zvolil druhou možnost a usadil se jako fotograf v Amsterdamu. Předcházely tomu roky růstu od momentální fotografie k umělecké fotografii. V roce 1909 byl jedním ze čtyř přispěvatelů na mezinárodní výstavu fotografií v Drážďanech, jejichž práce získala nejvyšší ocenění. Získal zlatou medaili na světové výstavě v roce 1910 v Bruselu. Předtím byl jmenován čestným členem London Salon of Photography. Praktikoval nejen tradiční žánry, jako je panoráma města, portrét a zátiší, ale také uměleckou reprodukci, reklamu a architektonickou fotografii.

## Galerie

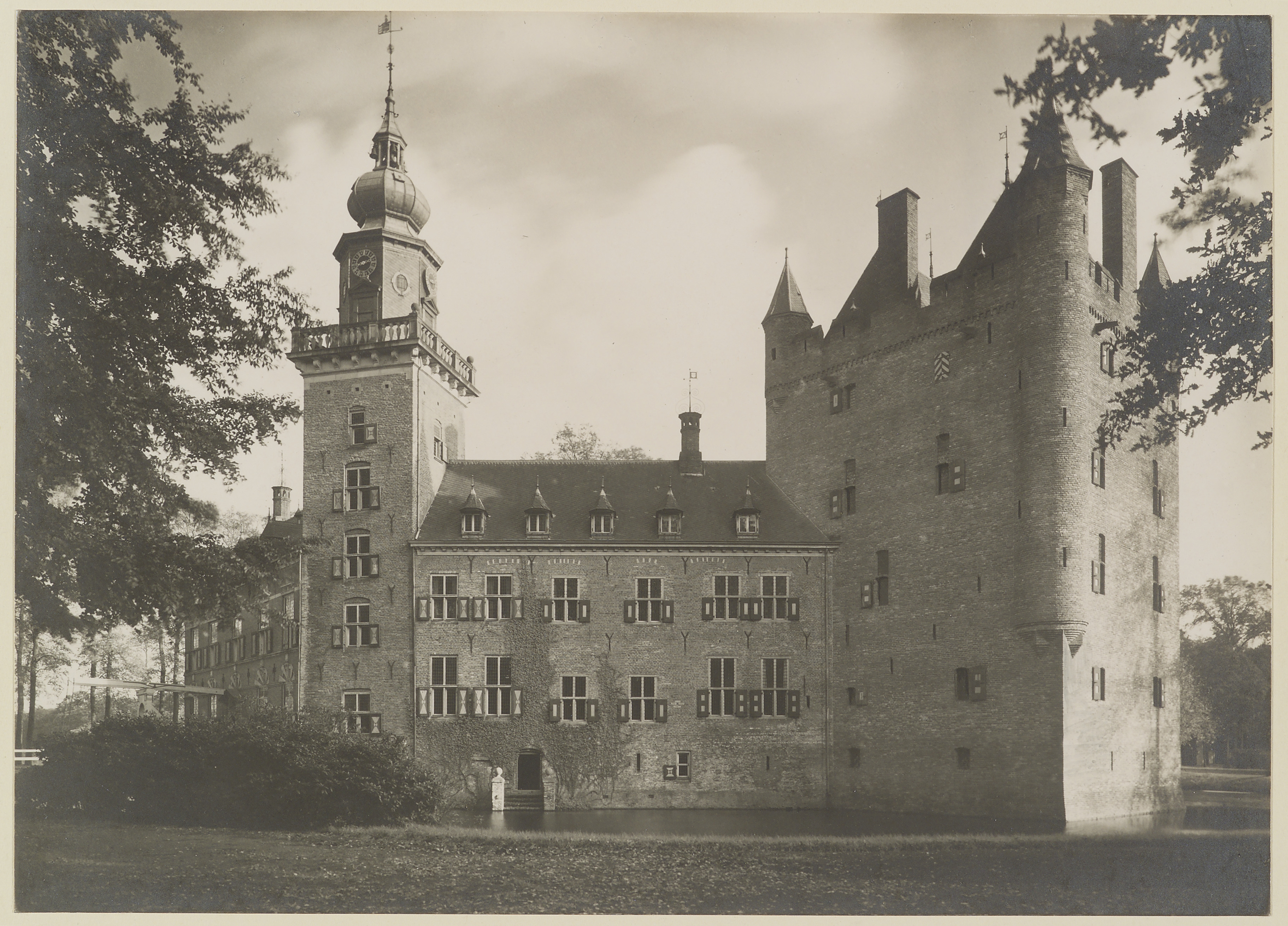
Breukelen
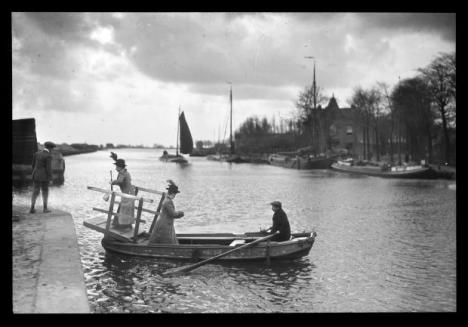
De Schinkel, asi 1900
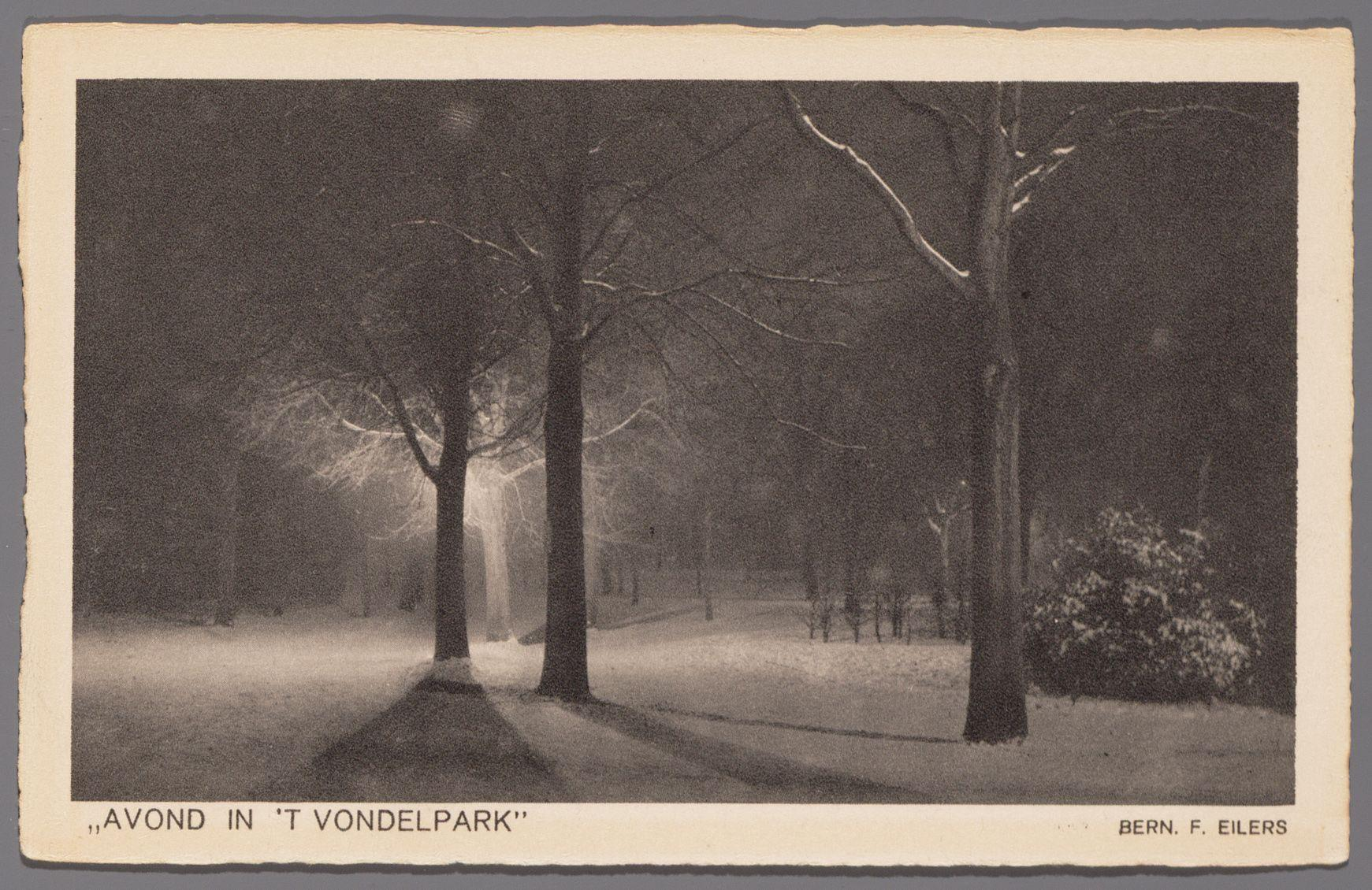
Vondelpark, asi 1920
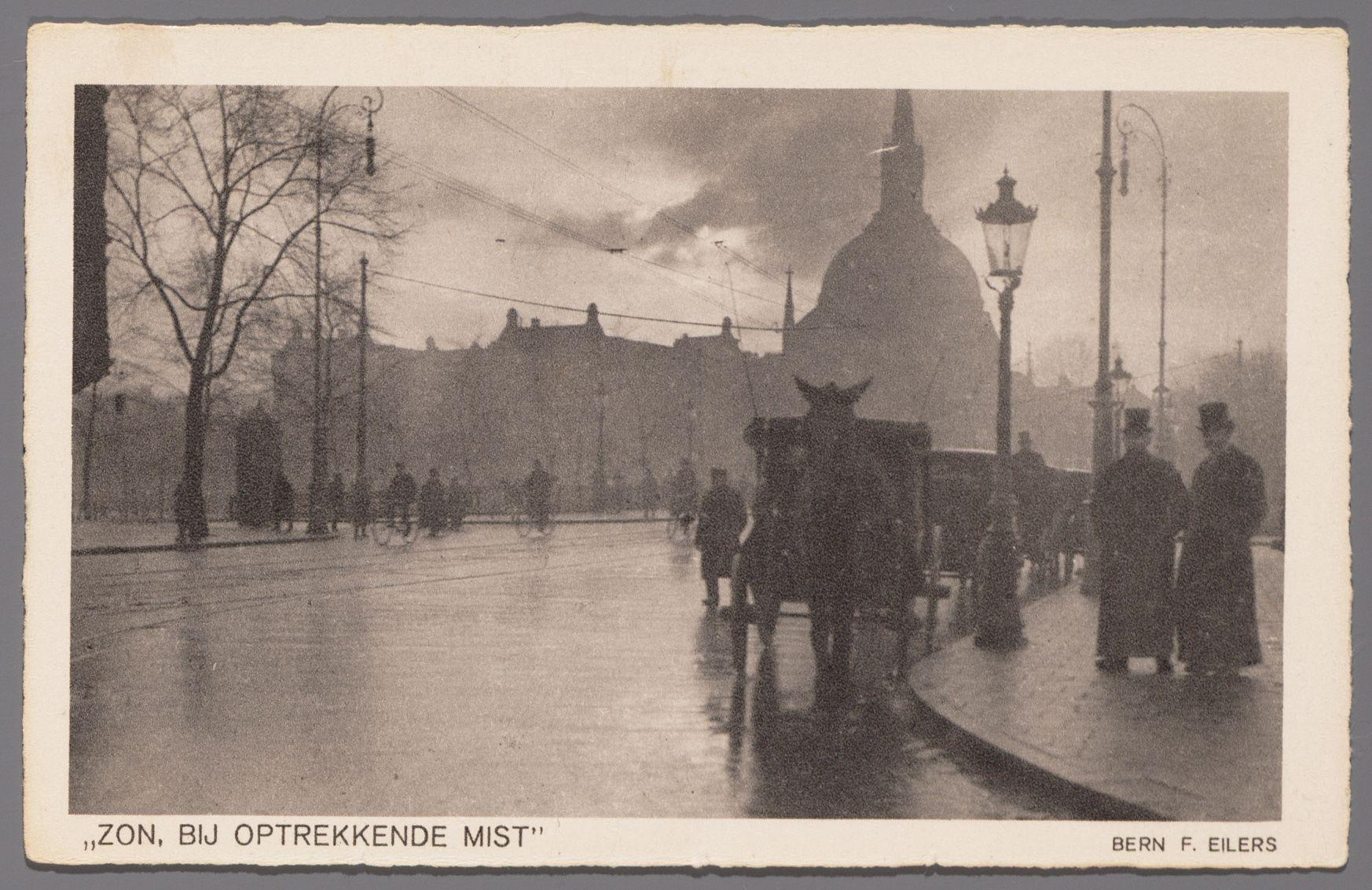
Leidseplein, asi 1920
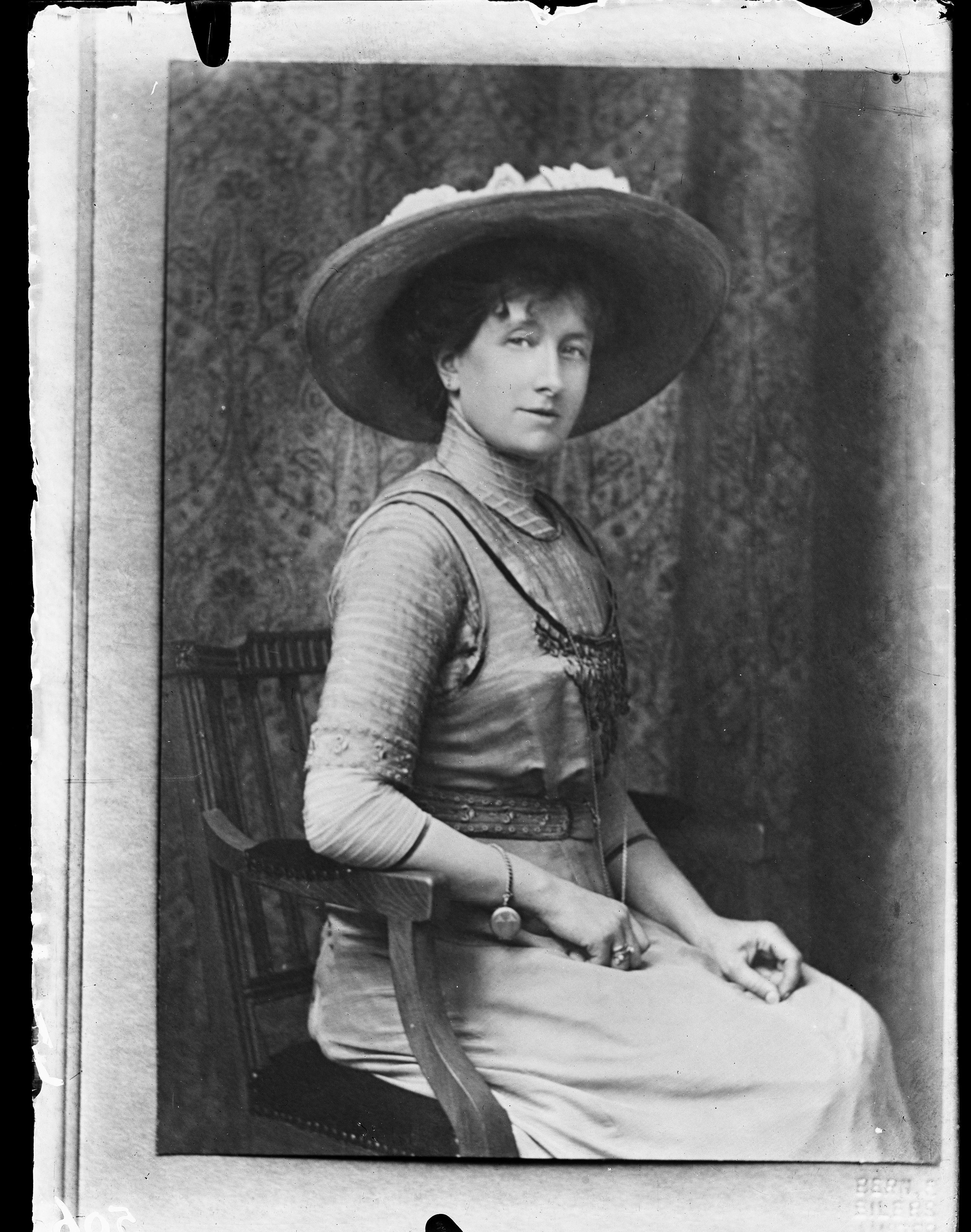
Jan Zeegers
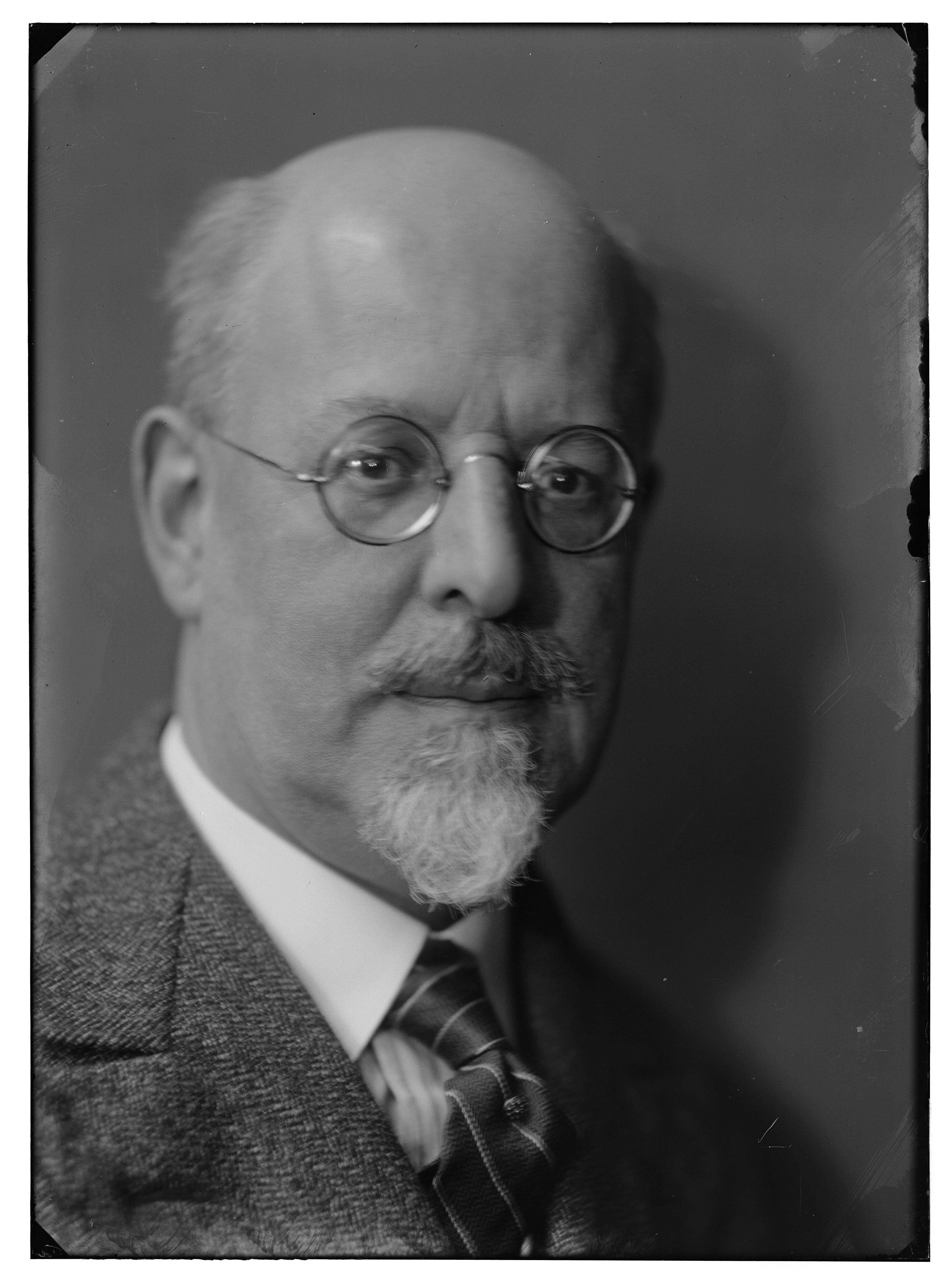
Jan Gratama
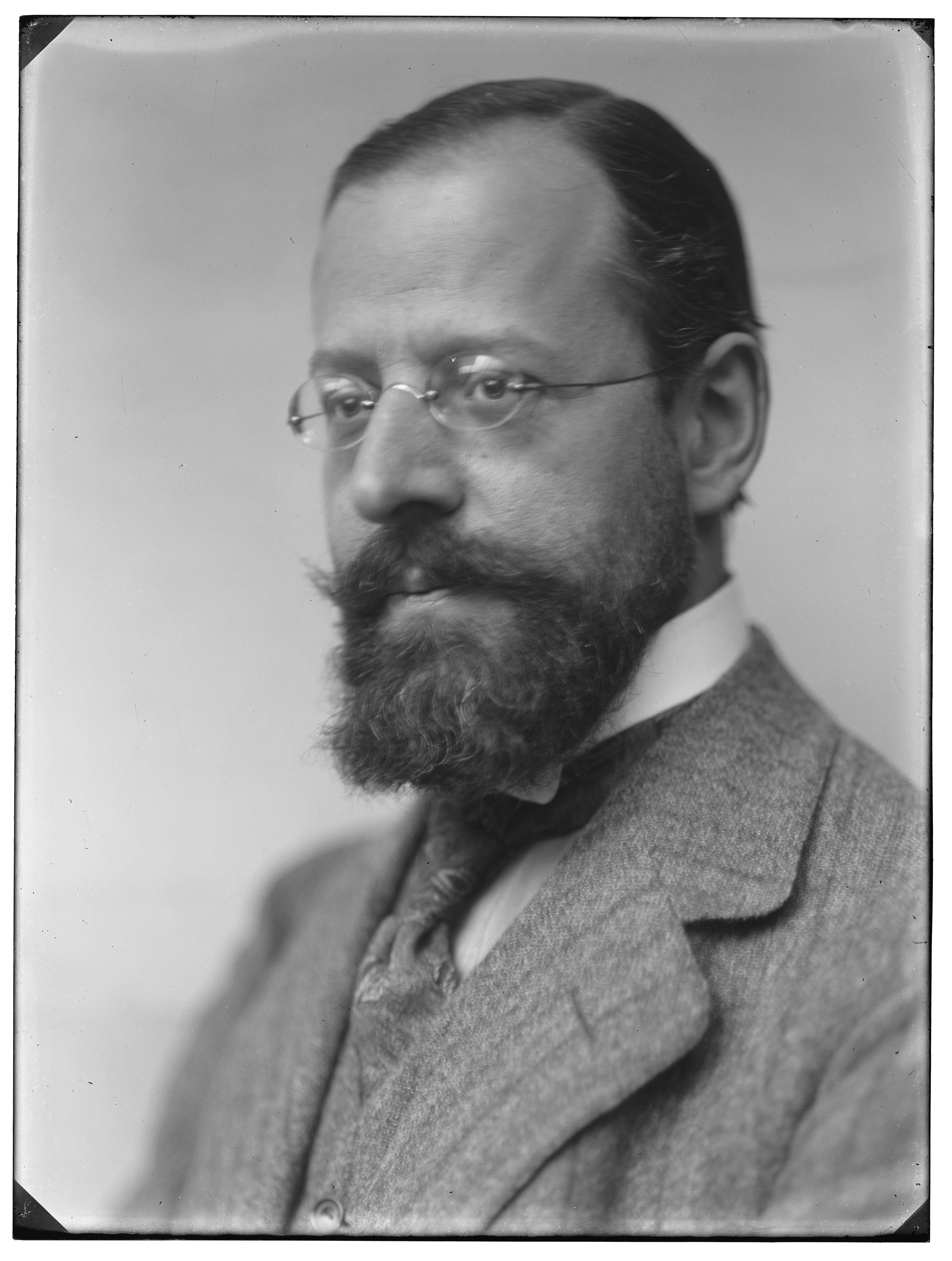
Jan Gratama
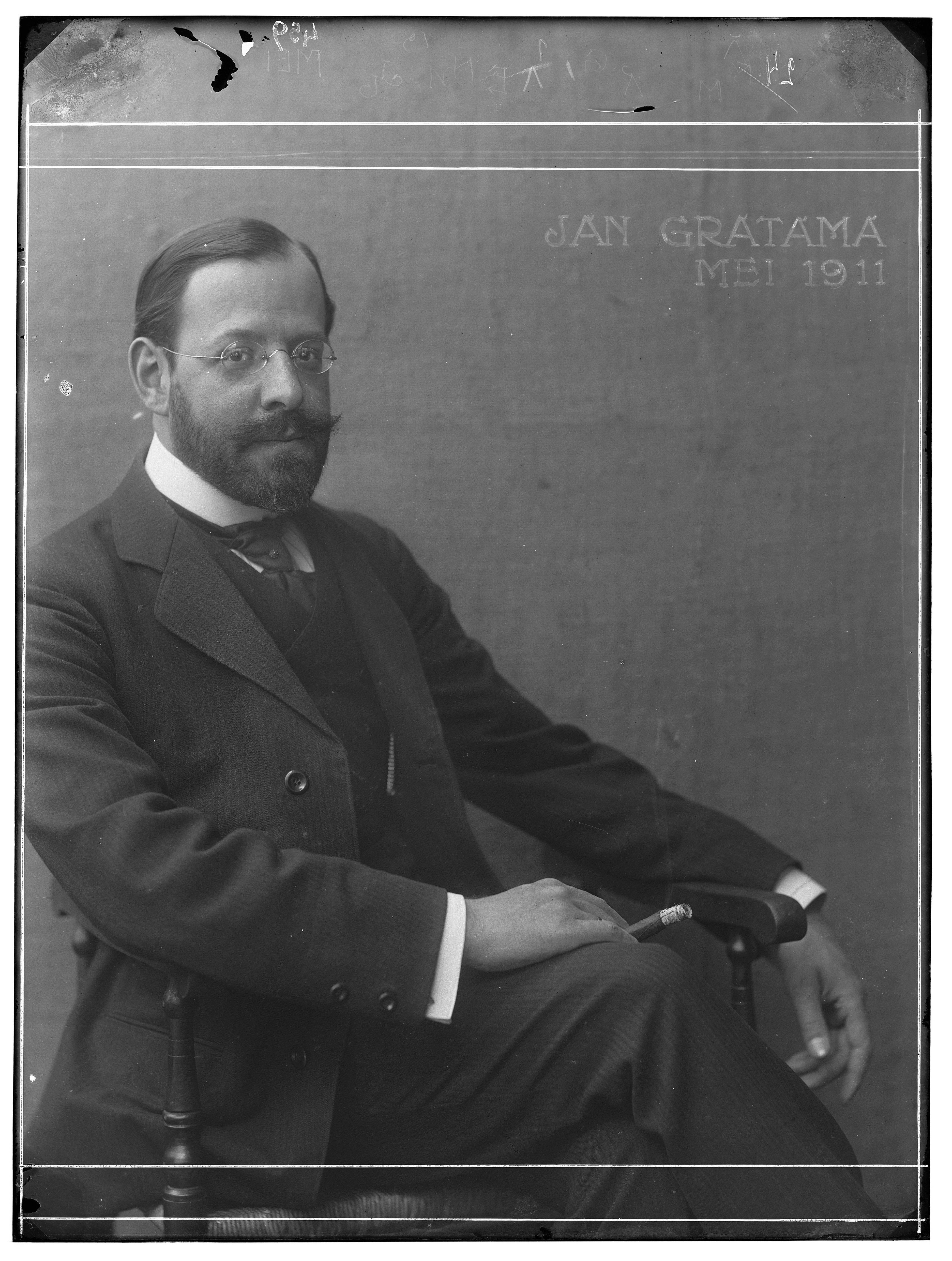
Jan Gratama

## Umělecká fotografie
Ve své umělecké práci kladl důraz hlavně na atmosférické fotografie Nizozemska a zejména Amsterdamu. Eilerse lze definovat jako piktorialistu v jeho krajinných fotografiích a městských scenériích. Kromě fotografie se věnoval také malbě, mezi jeho oblíbené patří Jacob van Ruysdael a Rembrandt van Rijn. Inklinoval spíše k tvorbě než k reflexi. Některé jeho kresby vznikly podle předlohy na fotografickém základě.

## Barevné fotografie
Kolem roku 1935, v době, kdy se hodně experimentovalo s barevnou fotografií, se Eilersovi podařilo vytvořit barevné tisky, které v kvalitě překonaly jakoukoli konkurenci. Díky svým litografickým a fotochemickým zkušenostem se mu podařilo zdokonalit tříbarevnou fotografii. Proces, který vyvinul, nazval „Foto-chroma Eilers“. Ten však předstihl fotografický průmysl, firmy jako jsou Kodak a Agfa, kteří za krátkou dobu poté vydaly barevné filmy.

## Práce ve veřejných sbírkách (výběr)
- Rijksmuseum Amsterdam[3]